# Onthophagus pseudopilosus
Onthophagus pseudopilosus är en skalbaggsart som beskrevs av Frey 1958. Onthophagus pseudopilosus ingår i släktet Onthophagus och familjen bladhorningar. Inga underarter finns listade i Catalogue of Life.